# Sobrino de Botín

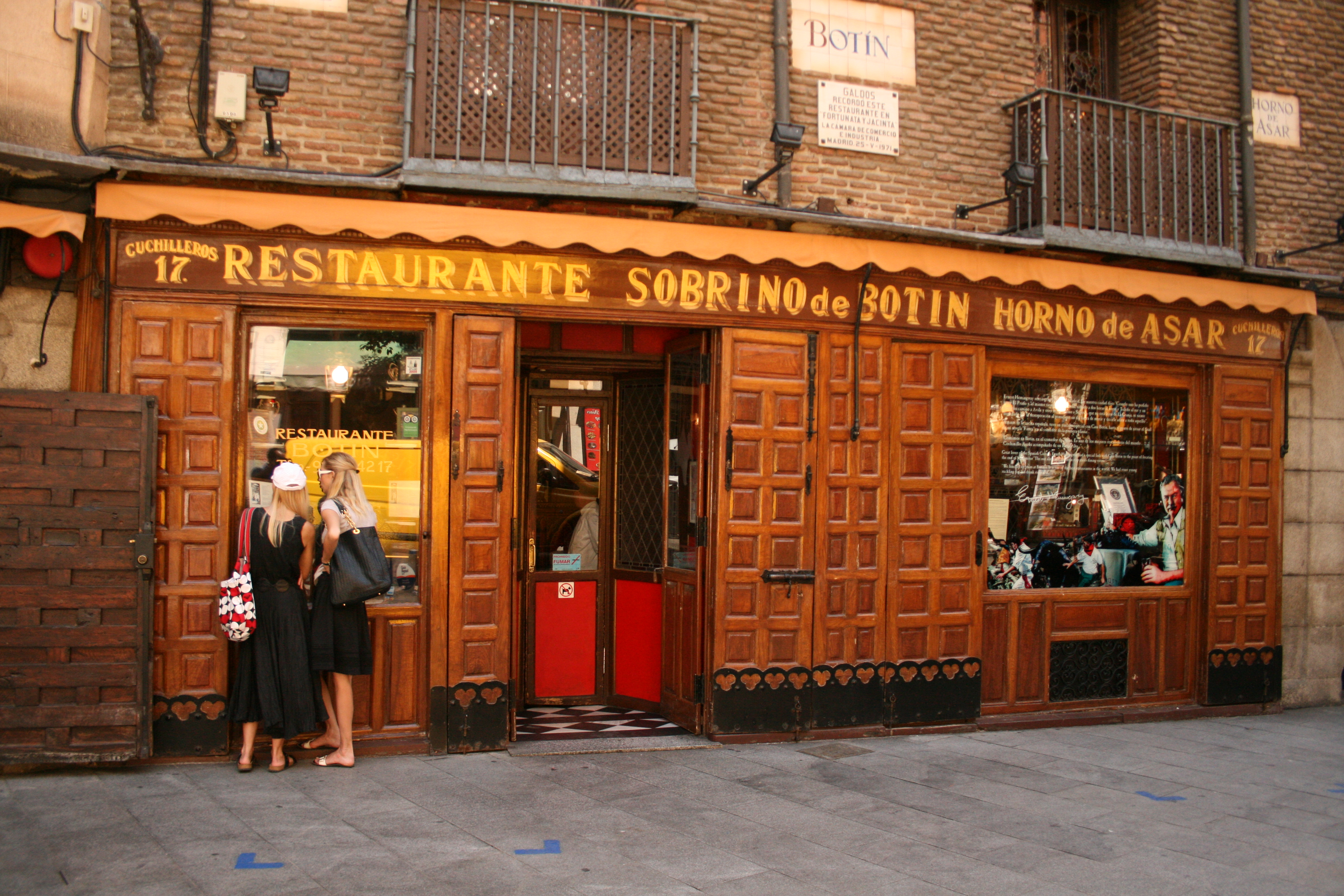
Fachada de Sobrino de Botín, en la calle de Cuchilleros (Madrid).

Sobrino de Botín es un restaurante de Madrid situado en la planta baja del número 17 de la calle de Cuchilleros, junto a la Plaza Mayor de Madrid. Figura en el Libro Guinness de los récords como el más antiguo del mundo ya que, supuestamente, se fundó en 1725 y ha funcionado ininterrumpidamente desde entonces. 
Se trata de una leyenda, ya que el restaurante, entonces denominado "Pastelería de Cándido Remis, sobrino de Botín", se abrió en 1865. Es por ello que Peter Besas asegura que ninguno de los viajeros que visitaron Madrid en el siglo xix, y que posteriormente han documentado sus viajes, menciona “Botín”.
El edificio que ocupa el restaurante Sobrino de Botín presenta una fachada de ladrillos con vista clásica del siglo XVI y ocupa cuatro plantas del mismo. La cocina es tradicional castellana. Está catalogado como el local número tres en la “lista de los imprescindibles de Forbes”.

## Historia
Parece ser que a finales del siglo XVIII se fundó en la plaza de Herradores de Madrid un establecimiento conocido como "Pastelería de Botín". Su propietario era José Puertas Sánchez, alias Botín, que falleció en 1847. Sobre este establecimiento también se generaron diversas leyendas. Pedro de Répide la presenta como fundada en tiempos de Felipe IV y luego conocida como ‘Casa Botín’. 
Tras la muerte de José Puertas se hizo cargo del local de Herradores su sobrino Cándido Remis Puertas, aunque solo como encargado o arrendatario, ya que la propiedad correspondía a su viuda, María Prado (fallecida en 1855) y, luego, a su hija Juana Puertas Prado y, tras fallecer esta en 1856, a su viudo, Eduardo León. En 1865 Cándido Remis rompe con Eduardo León y abre su propio establecimiento, "Pastelería Cándido Remis, sobrino de Botín", en la calle de Cuchilleros 17. En 1868, el local incluyó en su reforma un horno de leña. Una cédula mostrada en sus paredes da noticia de la solicitud en 1590 del privilegio de exención de huéspedes de aposento, lo cual solo prueba la antigüedad del edificio, no del restaurante, y en la portada figura una inscripción del año 1725, lo cual solo prueba la fecha en que se instaló la portada de piedra, aunque se utiliza como reclamo comercial sobre la supuesta antigüedad del local. Beatrice Erskine en 1922, en su Madrid, past and present, diferencia la Casa Botín de la Plaza de Herradores, de la Pastelería de sobrino de Botín como establecimientos distintos, «muy modestos, pero pintorescos».
Una de las placas de la fachada, colocada por la Cámara de comercio e Industria el 25 de mayo de 1971, recuerda la mención de este lugar por Benito Pérez Galdós en su obra Fortunata y Jacinta. En la novela aparece mencionada como pastelería («anoche cenó en la pastelería del sobrino de Botín»). También lo menciona Galdós en Misericordia, dando algunos detalles culinarios:

«Celedonia, ponte tu falda nueva, que vas a casa de Botín. Te apuntaré en un papelito lo que quiero, para que no te equivoques». Dicho y hecho. ¿Y qué menos había de pedir la señora, para hacer boca en aquel día fausto, que dos gallinas asadas, cuatro pescadillas fritas y un buen trozo de solomillo, con la ayuda de jamón en dulce, huevo hilado, y acompañamiento de una docena de bartolillos?»

A partir de los años 30 del siglo XX, Botín sería regentada por la familia González, formada por Amparo Martín y Emilio González. El primitivo local de la plaza de Herradores, denominado desde principios del siglo XX como "Antigua Casa Botín" y que presumía de haber sido fundada en 1620, cerró por problemas económicos en 1936, aunque reabrió en 1939. Se cerró definitivamente en los años 60, tras ser adquirido el inmueble y los derechos sobre el nombre comercial por la familia González, para eliminar la competencia.
Pese a haberse abierto en 1865, fruto del éxito de la leyenda de su fundación en 1725 y con motivo de los 300 años de supuesta antigüedad, en 2025 el Gobierno de la Comunidad de Madrid concede a Botín la Gran Cruz de la Orden del Dos de Mayo.

## Características

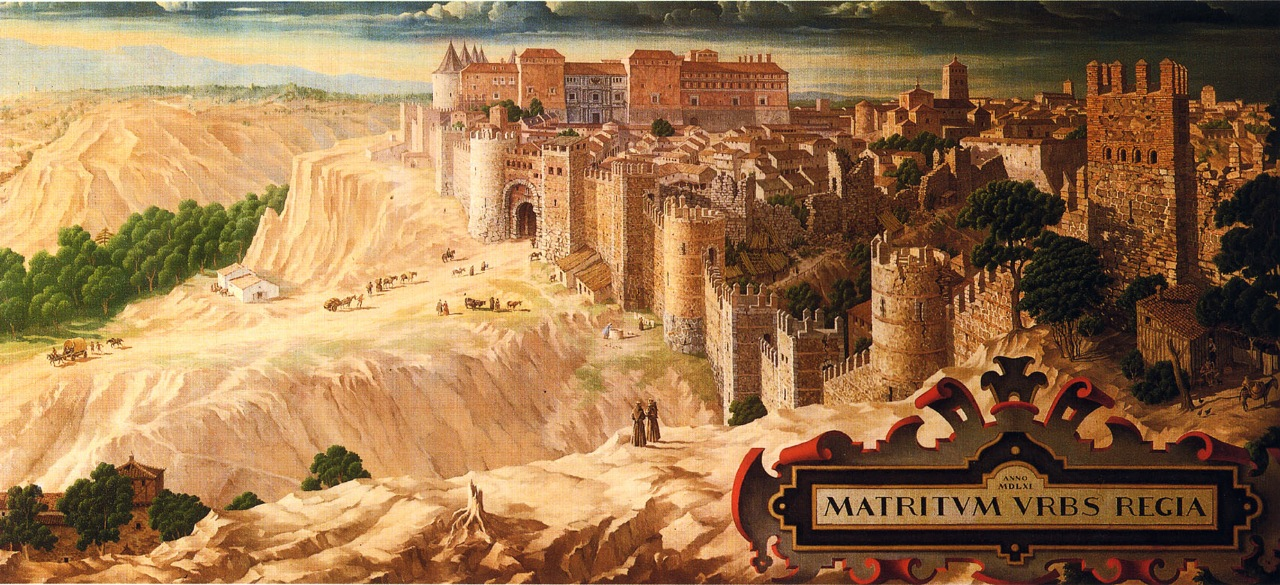
«Matritvm Urbs Regia», obra de Pierre Schild en 1956, representando un imaginario Madrid hacia 1561, en la decoración del restaurante.

Sobrino de Botín reproduce en su local –que ocupa cuatro plantas del edificio–, un estilo mobiliario del siglo XVI, con los techos bajos y una decoración recargada de muebles y reliquias del pasado. Tiene acceso por una única entrada cubierta de madera. Trabajan casi 70 personas en sus instalaciones, con capacidad para unos 200 comensales; por regla general se sirven entre 350 y 400 comidas y cenas, habiendo registrando su récord en 735 por día.

## Especialidades
Las especialidades que se sirven en el local se fundamentan en la cocina castellana y madrileña. Los asados castellanos siendo muy afamado el cochinillo asado y cordero asado que se realiza en su antiguo horno de leña. También destaca su sopa castellana y la ‘sopa al cuarto de hora’ (sopa de pescado). De la repostería son famosos los pestiños, los bartolillos y el flan de huevo.

## Ilustres visitantes
Se dice que Francisco de Goya estuvo trabajando en sus cocinas en 1765 (con 19 años), antes de destacar como pintor, aunque no deja de ser otra leyenda. También se dice que Ernest Hemingway fue un asiduo visitante durante sus estancias en Madrid, experiencia que traslada a uno de los personajes de The sun also rises (Jake) que declara haber comido en «Botín», aunque su visita muy probablemente fue a la "Antigua Casa Botín" de la plaza de Herradores. Otros escritores en lengua inglesa que mencionan el lugar, en este caso sí es el local de la calle Cuchilleros, fueron por ejemplo Graham Greene, en Monseñor Quijote, y Frederick Forsyth en El manifiesto negro y en Cobra. También el político Indalecio Prieto habla en su libro Mi vida de los «deliciosos bartolillos de Botín».